# La Pola de Gordón
La Pola de Gordón är en ort i Spanien.   Den ligger i provinsen Provincia de León och regionen Kastilien och Leon, i den norra delen av landet, 300 km nordväst om huvudstaden Madrid. La Pola de Gordón ligger 1 075 meter över havet och antalet invånare är 4 241.
Terrängen runt La Pola de Gordón är huvudsakligen kuperad. La Pola de Gordón ligger nere i en dal. Runt La Pola de Gordón är det ganska glesbefolkat, med 27 invånare per kvadratkilometer. Närmaste större samhälle är La Robla, 6,7 km sydost om La Pola de Gordón. Omgivningarna runt La Pola de Gordón är en mosaik av jordbruksmark och naturlig växtlighet.